# Durakbaşı, Çarşamba
Durakbaşı là một xã thuộc huyện Çarşamba, tỉnh Samsun, Thổ Nhĩ Kỳ. Dân số thời điểm năm 2010 là 294 người.